# Château du Faÿ
Le château du Faÿ est une dépendance de la commune d'Andrésy dans les Yvelines.

## Situation
Cette propriété privée est située, sur la commune d'Andrésy, dans un parc de haute futaie de 40 hectares environ, le château, moderne, domine la vallée de l'Oise. Le parc possède diverses espèces d'arbre dont un grand nombre sont plus que centenaires.
L'intérêt de l'édifice provient du nombre d'hommes célèbres qui y ont demeuré.

## Historique
Le château, situé sur les hauteurs du massif de l'Hautil, est construit au Moyen Age au milieu de la forêt d'origine.
 
Les fiefs et seigneurie du Faÿ étaient  compris dans le Vexin français et étaient enclavés dans les possessions du Chapitre de Notre-Dame de Paris et relevait directement de la seigneurie royale de Bretèche près de Marly.
On trouve mention de ce château dans un attendu en date du 5 août 1474 de l'« hôtel du Faÿ » sis au val de Jouy en la paroisse d'Andrésy, dans lequel son propriétaire, Robert Eslye, fait l'objet d'une saisie en raison de dettes due à monseigneur maistre Guillaume de Vitry, conseiller du roi, seigneur de Goupillières, La Bretèche et Crespières. Le domaine est alors divisé entre Jacques Gallet, Pierre Gallet de Pisselier, le sieur Gentian et Denis de Léon qui sont mentionnés comme seigneurs du Faÿ en partie.
On suppose que le roi Henri IV, habita quelque temps le château du Faÿ, durant le siège de Paris en 1590. Quoi qu'il en soit, Henri IV, offrit le fief au comte de Lysle, qui commandait l'équipage de chasse au loup. 
En 1641, le fief du Faÿ appartient à Jean Dumont, écuyer du roi.
En 1670 le propriétaire est Claude de Fusée, seigneur de Voisenon, qui vend la terre et seigneurie du Faÿ à Jean-Baptiste de Guersans, écuyer du roi.
Le 8 mars 1708, le fief est adjugé par sentences des requêtes du roi à Nicolas de Lesdo de la Rivière, seigneur de Digulleville, brigadier des armées du roi. Après la mort de celui-ci, le 26 octobre 1715, son frère Jean-Baptiste de Lesdo, seigneur de Dur-Écu en hérite et le vend en 1717 à Gilles Le Page, ancien gouverneur de l'île et du fort Saint-Louis de Saint-Domingue situés à Saint-Louis-du-Sud.
En 1718, les propriétaires sont Charles Mouret-Dupont de Lanneville et Marie Anne de La Rivière puis en 1723 il appartient à Amable Nicolas Lesdo de Valliquerville.
Il est ensuite possédé par Nicolas de Soulfour qui le vend en 1730 au sieur Dufresnoy, premier commis du marquis de Barbezieux, puis Simon Cavellier en prend possession en 1736, qui le vend en 1739 à Louis Miotte de Ravannes, grand maitre des eaux et forêts de France. Jean Baptiste Miotte de Ravannes, conseillé du roi, en hérite de son père en 1777 et le vend en 1779 à Armand Domilliers de Thésigny qui en est toujours propriétaire en 1821. 
En 1824, le domaine est acheté par Philippe Louis comte Sainte-Marie,, colonel du 1er régiment de cuirassiers de la Reine qui fait reconstruire le château et réaménager le parc par les frères Bühler. En 1853, il revend la propriété au comte Louis Napoléon Lepic (fils du général Lepic), aide de camp de Napoléon III. Ce dernier s'en sépare en 1861 au profit de Gustave Roy, président de la Chambre de Commerce de Paris dont la famille l'habite jusqu'en 1973.
A cette date, Elaine Hamilton O'Neal rachète le château. 
En 1981, le domaine est acquis par Bruno-René Huchez. 
Le château est reconstruit, avec une chapelle, une ferme, des dépendances sont édifiés sur le site qui est défriché laissant place aux champs, aux landes et aux bois.

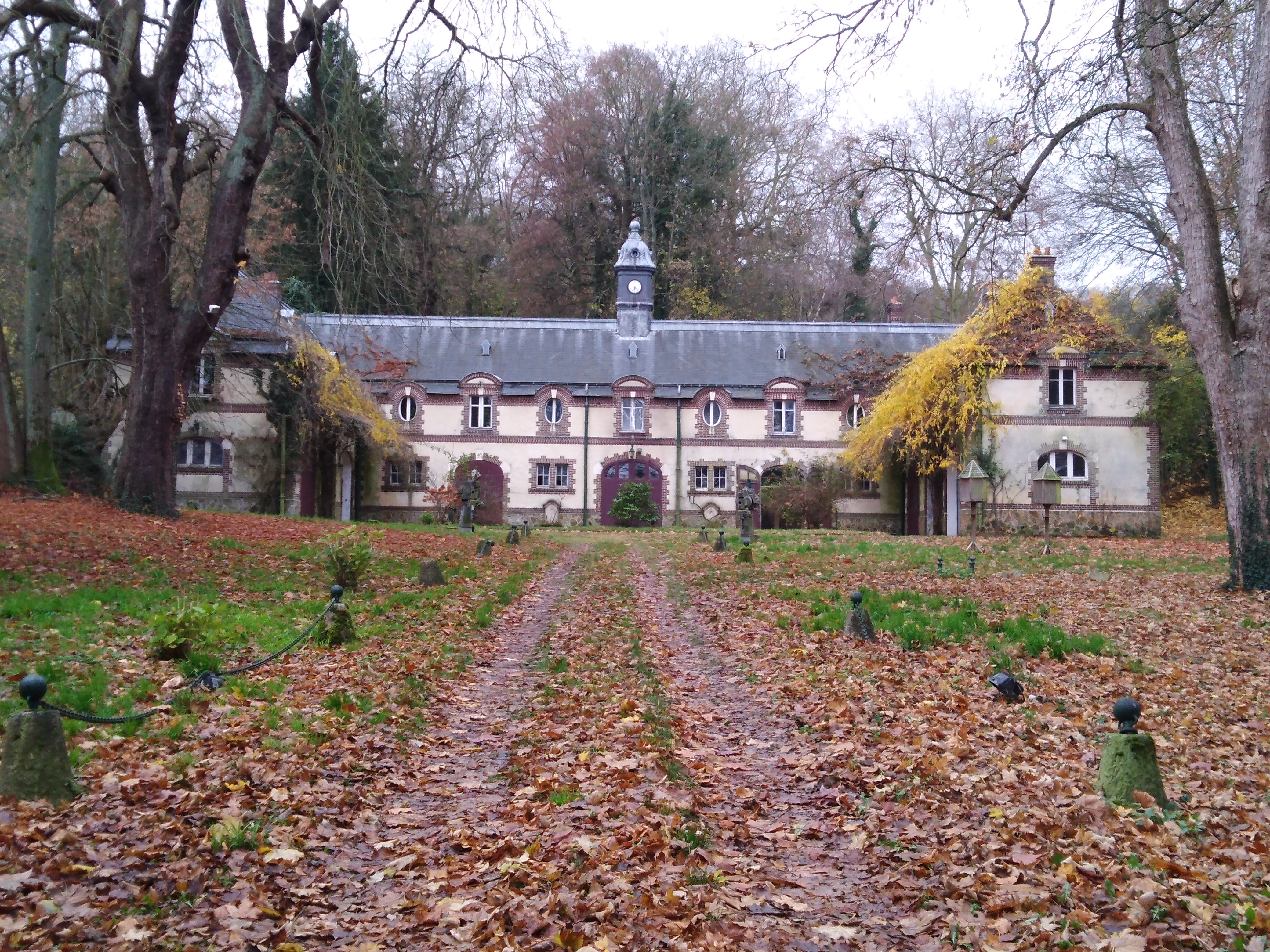
Communs du château du Faÿ

## Description du château en 1777
« Le château ou il y a chapelle attenante, une cour appelée la cour d'honneur au devant du château et fermée d'une grille sur l'avenue. Un bâtiment à gauche du château en y entrant, servant principalement de remises et écuries avec greniers au-dessus et une cour en dépendant au bas de laquelle est un vivier commun avec l'abreuvoir qui a son entrée dans la seconde basse cour, ou cour de la ferme ci après. Plus ladite ferme composée d'une grande cour, d’un bâtiment pour le fermier, d'une grange, bergerie, étables à vaches, remises écuries et autres petits édifices autour de la dite cour. Plus derrière la dite ferme et à l'orient, un grand verger dans lequel il y a un colombier garni de pigeons. De l'autre côte de la cour c'est-à-dire au couchant et en retour vers le midy, les jardins vergers et potagers et un pavillon dans l'angle du mur de clôture destiné pour le logement ordinaire du jardinier. Au midi du château un grand parterre aux cotés duquel sont plusieurs plantations et au bout le parc qui forme un taillis essence de châtaigniers pour la majeure partie, tout cet enclos fermé de murs et contenant ensemble cinquante neuf arpents soixante quatorze perches ou environ ».

## Descriptions du château de 1827 et actuel
Un plan de 1682 copié en 1822 montre un dessin de château qui ne correspond ni au château actuel ni au précédent. 
En effet le PV de vente de 1827 décrit un bâtiment de onze croisées avec deux pavillons d'angle, un rez-de-chaussée et un étage mansardé. Il y avait aussi une chapelle aujourd'hui détruite. 
Le château actuel a gardé la même extension au sol et se compose d'un corps central et de deux corps latéraux saillants. Mais il a un étage carré. Il est précédé d'un bel escalier extérieur en fer à cheval mentionné en 1827. Il est orné de tables saillantes en faux appareillage de briques. Sur le toit en pavillon se trouve un belvédère. Les vestiges du parc présentent un petit lac comportant un rocher artificiel ainsi que quelques essences remarquables : un tulipier, un séquoia, et un araucaria. Dans la cour des communs, le vivier est toujours présent. Le colombier en pierre de taille et à toit en pavillons se trouve à l'extrémité est du petit parc. Les communs de 1893 ont été reconstruits à l'emplacement de ceux du XVIIIe siècle. Ils sont en brique avec pierre en remplissage.